# Episodi di Tomb Raider - La leggenda di Lara Croft
La prima stagione della serie animata Tomb Raider - La leggenda di Lara Croft (Tomb Raider: The Legend of Lara Croft), composta da 8 episodi, è stata interamente pubblicata sul servizio di streaming on demand Netflix il 10 ottobre 2024.
| nº | Titolo originale              | Titolo italiano               | Pubblicazione   |
| -- | ----------------------------- | ----------------------------- | --------------- |
| 1  | A Single Step                 | Un passo alla volta           | 10 ottobre 2024 |
| 2  | A Set of Lies Agreed Upon     | Una serie di bugie concordate | 10 ottobre 2024 |
| 3  | Living Midnight               | Oscurità                      | 10 ottobre 2024 |
| 4  | Big Lies, Small Secrets       | Grandi bugie, piccoli segreti | 10 ottobre 2024 |
| 5  | Whanaungatanga                | Whanaungatanga                | 10 ottobre 2024 |
| 6  | The Spirit Way                | La via dello spirito          | 10 ottobre 2024 |
| 7  | Yinyang                       | Yin e Yang                    | 10 ottobre 2024 |
| 8  | A Journey of a Thousand Miles | Un lungo viaggio              | 10 ottobre 2024 |

## Un passo alla volta
- Titolo originale: A Single Step
- Diretto da: Cassie Urban
- Scritto da: Tasha Huo

### Trama
Tre anni prima della missione presso il Regno Yamatai della malefica regina Himiko, la giovane archeologa Lara Croft e il suo mentore Conrad Roth si recano in Cile, dove recuperano un prezioso scrigno di giada; vengono però ostacolati dagli adepti di un'enigmatica organizzazione che tenta di impedir loro di portar via l'antico manufatto: Roth, con grande dolore di Lara, è costretto a ucciderli per salvare sé stesso e la sua allieva. Dopo molte avventure passate, la povera ragazza purtroppo non è riuscita a superare il dolore per la morte di Roth, che si è sacrificato per salvarla a Yamatai: per questo motivo si è allontanata dai suoi vecchi amici Jonah Maiava e Zip, lasciando Londra per viaggiare da sola alla ricerca di emozioni forti e nuovi pericoli. In seguito la bella archeologa torna a Croft Manor, decisa a disfarsi di tutti gli artefatti recuperati da Roth e suo padre, Lord Richard Croft, per lasciarsi il passato alle spalle; pertanto indice un'asta presso i giardini del Maniero, durante la quale fa la conoscenza di un misterioso individuo di nome Charles Devereux. Poco dopo, un ladro mascherato si intrufola nel maniero e ruba lo scrigno di giada, l'unico artefatto che Lara aveva voluto conservare: la ragazza si lancia subito al suo inseguimento, ma non riesce a raggiungerlo. Poco prima che sparisca, il ladro si toglie la maschera, rivelando di essere Devereux. Grazie alla perizia tecnologica di Zip, Lara scopre che l'uomo si sta dirigendo verso la Cina: nonostante le proteste di Jonah, che vorrebbe che Lara si lasciasse il passato alle spalle, l'archeologa decide di partire a sua volta per recuperare l'ultimo ricordo di Roth e di suo padre Richard. Intanto, arrivato in Cina, Devereux riesce ad aprire lo scrigno e vi recupera all'interno una pietra di giada: non appena la tocca, acquisisce il potere di controllare la mente altrui. Felice, lo spietato mercenario dichiara in modo delirante che sta per iniziare una nuova era basata sul caos.

## Una serie di bugie concordate
- Titolo originale: A Set of Lies Agreed Upon
- Diretto da: Giselle "Faragon" R.
- Scritto da: Tasha Huo

### Trama
Lara e Jonah si recano in Cina sulle tracce di Charles Devereux: sugli appunti di suo padre, Lara ha scoperto che l'imperatore Tianxi Xing possedeva un gemello dello scrigno rubatole dal mercenario, realizzato in rubino; questo antico e potente manufatto sarebbe stato rubato da un misterioso spirito di nome Daji, che lo avrebbe usato per distruggere la Cina: da allora sarebbe nascosto in un santuario segreto nelle profondità di una caverna. Giunti al villaggio che protegge il santuario, tuttavia, gli abitanti rifiutano di aiutare Lara, poiché dopo il passaggio di Charles (alla ricerca dello scrigno gemello), Daji si sarebbe risvegliata e avrebbe rapito sei bambini innocenti. Lara vorrebbe cercare da sé il santuario, ma Jonah riesce a convincere gli abitanti ad aiutarli se loro in cambio ritroveranno i bambini perduti. Lara e Jonah si mettono alla ricerca dei bambini e arrivano a una grande voragine apertasi poco dopo il passaggio di Devereux. I due vi si calano, e trovano un'enorme caverna piena di trappole; vengono inoltre inseguiti da un demone dalle fattezze di gigantesca volpe. I due trovano quindi il misterioso santuario, dove Lara scopre che in realtà Daju aveva sottratto lo scrigno all'imperatore perché esso lo aveva reso malvagio, ambizioso, crudele e assetato di potere, dunque non aveva distrutto tutta la Cina, ma l'aveva salvata. Nel santuario i due ritrovano lo scrigno di rubino, ma è vuoto: rinvengono però lo scheletro di un guerriero turco, che li mette su una nuova pista. Nelle profondità del santuario Lara trova la tomba di Daju, attorniata dai sei bambini ipnotizzati per farle la guardia: mentre cerca di salvarli, l'ambiente viene invaso da lava bollente. Lara comprende allora che Daju era in realtà una dea benevola, e la libera dalla sua tomba spezzando il sigillo: fa quindi appello al suo spirito perché salvi lei, Jonah e i bambini. La dea le si manifesta e la aiuta a mettere tutti in salvo. Al villaggio, gli abitanti sono grati a Lara, che tuttavia non ha più bisogno del loro aiuto perché ha scoperto che la realtà storica non è sempre quella che viene raccontata: la gemma contenuta nello scrigno di rubino è infatti altrove. Un'abitante, tuttavia, le regala un rampino magnetico. Mentre sono in barca verso la prossima meta, Lara e Jonah vengono colti da un improvviso tsunami.

## Oscurità
- Titolo originale: Living Midnight
- Diretto da: Cassie Urban
- Scritto da: Tasha Huo

### Trama
Lara si separa da Jonah e rischia di annegare nelle acque turbolente. L'archeologa riesce a sopravvivere, ma crede che Jonah sia morto, pur non riuscendo a ritrovare il suo corpo. Poco affronta Charles Devereux, dal quale scappa lanciandogli lo scrigno rubino. A Pechino, Lara chiama Sam, ma la sua chiamata viene interrotta quando si presenta Zip, che vuole aiutarla; i due compagni entrano nel magazzino di una gilda internazionale che restaura e ripara manufatti rubati (anche dalla stessa Lara o da suo padre), per poi restituirli alle nazioni proprietarie. Lara restituisce loro un pugnale recuperato dal padre anni prima in una delle sue spedizioni, in modo da guadagnare il favore di Eva, capo della gilda, e ottenere informazioni sulle pietre del pericolo. Eva spiega che, secondo la leggenda, le pietre sono in tutto quattro e sono state create sul monte sacro Kunlun dalla dea primigenia Nüwa per mantenere il mondo in equilibrio: ciascuna pietra contiene uno dei quattro mali peggiori del genere umano (potere, ira, avidità e tradimento) e se verranno riunite, il mondo piomberà nel caos. Lara si dirige dunque a Istanbul per trovare la pietra rubino, scoprendo che è detenuta da una signora del crimine locale, Elvan Kaya; qui incontra nuovamente Devereux, il quale le racconta di essere uguale a lei: come Lara aveva combattuto la Trinità, così lui è in lotta contro una potente organizzazione segreta, la "Luce"; tuttavia, a differenza di lei, Devereux ha una folle sete di potere, e le chiede di unirsi a lui in questa lotta. Lara rifiuta sdegnata, e se ne va riprendendosi lo scrigno di rubino. Nottetempo, la ragazza irrompe nel complesso di Elvan per rubarle la pietra: quando la ottiene, questa prende il controllo di lei, costringendola a uccidere le guardie di Elvan Kaya in modo atroce. Lara riesce tuttavia a tornare in sé e a rimettere la pietra nel suo scrigno, così da annullarne i poteri e liberare la stessa Elvan; quest'ultima le dice di portare la pietra via da lei, dichiarando che essa è una terribile maledizione. Lara, tornata all'albergo dove alloggia, subisce un attacco da Devereux e da Jonah, sopravvissuto allo tsunami ma tenuto sotto controllo mentale da Charles grazie al potere della pietra di giada. Lara, stordita e incapace di contrattaccare Jonah, perde la pietra di rubino e assiste all'unione delle due pietre per mano dello spietato mercenario, che così facendo provoca un'esplosione e scappa con Jonah al suo seguito.

## Grandi bugie, piccoli segreti
- Titolo originale: Big Lies, Small Secrets
- Diretto da: Giselle "Faragon" R.
- Scritto da: Tasha Huo, Troy Dangerfield

### Trama
Sopravvissuta insieme a Zip all'esplosione, Lara dichiara di voler fermare Charles da sola, per non mettere in pericolo nessun altro dei suoi amici; Zip si oppone, ma alla fine accetta di supportarla da remoto con le sue tecnologie. Lara si reca a Parigi e si dirige all'appartamento di Camilla Roth, brillante agente dell'Interpol e figlia del defunto Conrad. Tra Lara e Camilla c'è del rancore sopito, ma l'agente decide comunque di aiutarla; le due ragazze si recano presso una chiesa dove il padre di Charles, un sacerdote, anni prima era stato ucciso dagli esponenti della Luce, come lo stesso Charles aveva raccontato a Lara nel loro precedente incontro. Lara e Camilla scoprono che in realtà la chiesa è una facciata per nascondere le catacombe sottostanti, appartenenti alla Luce. Mentre vi si addentrano, le due sembrano riscoprire la loro amicizia; in seguito però si separano, perché Lara vuole lavorare da sola, spingendo Camilla a credere che l'amica sia scostante e solitaria com'era suo padre. Lara scopre che la Luce è in realtà ciò che rimane dei cavalieri templari; poco dopo viene attaccata dai Baphomet, pericolosi demoni che le procurano terribili allucinazioni. Camilla scopre però che in realtà non c'è nessun demone: sono gli adepti stessi a combattere chi si addentra nelle catacombe, sfruttando un allucinogeno. Dopo averli annientati, Lara riesce anche a scoprire che la terza pietra fu portata dai Templari nella tomba di Ciro il Grande, in Iran. Le due ragazze chiariscono i loro malintesi, e Camilla dice chiaramente a Lara di non avercela con lei per la morte del padre, e che anzi Conrad è morto solo perché aveva scelto una vita all'insegna del pericolo. Mentre Lara si congeda dall'amica, Charles porta Jonah (ancora sotto il suo controllo) in Iran.

## Whanaungatanga
- Titolo originale: Whanaungatanga
- Diretto da: Cassie Urban
- Scritto da: Shakira Pressley

### Trama
Lara incontra Leo, detto il Capitano, ex commilitone di Jonah che lei aveva incontrato cinque anni prima a Oahu; quando gli chiede aiuto per togliere Jonah dai guai, Leo le dà un passaggio a bordo del suo aereo, offrendole anche una motocicletta. Lara si paracaduta giù insieme alla cassa contenente la moto, e la guida fino a raggiungere il treno dove viaggia Devereux: questi è riuscito a trovare la terza pietra e a unirla alle altre due. Lara insegue il treno e riesce a salirvi a bordo in modo rocambolesco; una volta dentro, scopre che anche tutti gli altri passeggeri sono controllati mentalmente da Devereux, grazie al potere delle pietre. Raggiunto il suo nemico prova a farlo ragionare, credendolo intenzionato a distruggere la Luce; in realtà l'uomo desidera sfruttare il terribile potere delle pietre per conquistare il mondo, e le rivela che il proprio padre fu ucciso dalla Luce proprio perché rifiutò di trovare i manufatti. I due ingaggiano un combattimento: Devereux scaglia contro Lara Jonah e gli altri passeggeri. La ragazza, pur con difficoltà, riesce a salvare Jonah e a saltare con lui giù dal treno, sacrificando la sua piccozza e lasciando le pietre al nemico, grazie alle quali gli altri passeggeri rimangono sotto il suo controllo. Jonah ha dei ricordi molto confusi dei giorni passati con il mercenario: in particolare, egli ricorda di aver sentito nominare la parola Zulu, portando Lara a credere che il nemico sia diretto in Sudafrica. I due ragazzi si riuniscono quindi con Zip a Croft Manor per studiare testi antichi nella biblioteca del maniero; Lara intuisce però che Devereux si sia riferito in realtà alla battaglia di Zhou Lou, strettamente connessa al mito delle quattro pietre del potere, ottenendo così un indizio fondamentale per recuperare l'ultima pietra. Intanto Camilla Roth, durante le sue indagini, nota che i leader della Luce si stanno riunendo ad Andorra per quello che viene stranamente definito un "glorioso ritorno".

## La via dello spirito
- Titolo originale: The Spirit Way
- Diretto da: Giselle "Faragon" R.
- Scritto da: Shakira Pressley

### Trama
Lara viaggia con Jonah attraverso la foresta pluviale cinese per raggiungere il sito della battaglia di Zhou Lou. Quando lo raggiungono, scoprono che in realtà si tratta di un parco a tema sorto nel punto in cui si ritiene sia avvenuta la battaglia: nessuno, in realtà, sa dove essa si sia svolta veramente. Tuttavia, incrociando i dati in loro possesso con quelli appresi da un cartone animato didattico, i due amici scoprono che il sepolcro dell'Imperatore Giallo (possessore dell'ultima pietra) si trova poco distante, e vi si recano. Durante la traversata, Jonah dice a Lara che i fantasmi di Roth e suo padre Richard la perseguitano: la ragazza, grazie a ciò che ha appreso dalle ultime avventure, stavolta gli dà ragione. I due trovano le antiche rovine e, risolvendo un enigma millenario, attivano un portale che li teletrasporta nel deserto mongolo, dove Devereux è già arrivato col suo esercito di persone ipnotizzate. Lara insegue il suo nemico fino al tempio dov'è nascosta l'ultima pietra, ma durante il percorso viene ferita. Lara arriva mentre Charles è sul punto di combinare tutte e quattro le pietre, spiegandogli che la vendetta non potrà guarirlo dai fantasmi del suo passato; dopo un primo momento di esitazione, l'uomo cede e combina gli artefatti, acquisendo un enorme potere: Lara tenta di opporsi, ma lui la getta giù da una rupe e poi assale anche Jonah. L'archeologa, ferita, riesce con molta difficoltà a risalire la rupe, ma crolla non appena arrivata al tempio: due misteriosi individui, tuttavia, portano lei e Jonah in salvo.

## Yin e Yang
- Titolo originale: Yinyang
- Diretto da: Cassie Urban
- Scritto da: Tasha Huo

### Trama
Mentre è priva di sensi, Lara ripensa ai momenti tragici della sua vita, dalla morte di suo padre e di Conrad Roth alla partenza di Camilla, sognando di essere soggiogata da Charles; proprio allora le appare Daji, che in cambio del suo aiuto la porta a trovare il proprio equilibrio e lasciarsi il passato alle spalle. L'archeologa si sveglia nel villaggio in cui lei e Jonah sono stati portati: decisa a fermare Devereux, chiede aiuto al suo amico e insieme a lui si reca presso un vecchio laboratorio di ricerca marina, dove i membri della Luce si stanno riunendo. Lì trovano Camilla con i suoi agenti, anche loro sulle tracce della Luce: unendo le forze riescono a raggiungere la stanza in cui Charles si prepara a giustiziare i membri della Luce. Lara combatte contro Charles Devereux, che assorbe il potere delle pietre e si trasforma in un potentissimo essere mostruoso, apparentemente indistruttibile: Lara capisce che per sconfiggerlo dovrà estrarre le pietre dal suo corpo. Tuttavia il mostro riesce a spezzare l'arco di Lara e soggiogarla col potere della pietra di rubino, al quale la ragazza aveva già ceduto; con l'aiuto di Camilla e con la tecnica spirituale insegnatale da Daji, Lara riesce a liberarsi dal controllo di Devereux e a sconfiggerlo. L'uomo viene portato via dagli agenti, ma la riunione delle pietre ha innescato ormai una serie di cataclismi in tutto il pianeta; Lara parte subito verso il Monte Kunlun con Jonah, per riportare le pietre al loro posto: prima della sua partenza, Zip le consegna le sue celebri doppie pistole.

## Un lungo viaggio
- Titolo originale: A Journey of a Thousand Miles
- Diretto da: Giselle "Faragon" R.
- Scritto da: Tasha Huo

### Trama
Lara e Jonah raggiungono il monte Kunlun. Attraverso una caverna sottomarina raggiungono il regno di Nüwa, una sorta di Paradiso Terrestre dove le pietre sono state create. I due uniscono le forze per risolvere i molti enigmi che sbarrano l'accesso al Regno degli Dèi, dove Lara riesce a entrare da sola lasciando Jonah a combattere con un orso: l'archeologa restituisce le quattro pietre alla loro creatrice, ristabilendo così l'equilibrio del mondo e ponendo fine ai cataclismi. Tornata nel mondo reale, Lara deve combattere contro un T-Rex, che sconfigge con l'aiuto di Jonah e delle sue fidate doppie pistole. Tornata a casa sana e salva, Lara partecipa al matrimonio di Jonah ed Abby; durante la cerimonia, l'archeologa riceve una strana telefonata da Sam: insospettita, Lara si reca all'appartamento di Camilla, ma lo trova scassinato e pieno di segni di lotta. Lara scopre che Sam era sulle tracce di alcuni razziatori di tombe, e si mette subito in viaggio per salvare sua amica.